# Lagouira
Lagouira (em castelhano: La Güera ou La Agüera; em árabe: الكويرة) é um vilarejo e município fronteiriço do extremo sudoeste do Saara Ocidental, um território administrado de facto por Marrocos, que o considera parte do seu território. Tem uma área de 113 km² e faz parte da província de Aousserd, região de Dakhla-Oued Ed-Dahab. Em 2014 a cidade foi considerada despovoada por Marrocos. Em 2024 o censo marroquino registou 3 127 habitantes nomadas.
La Güera é também o nome de uma das dairas (distritos) que formam o vilaiete do campo de refugiados de Aousserd da República Árabe Saaraui Democrática, em Tindouf, Argélia.
Nota: A comuna está localizada no Saara Ocidental, um território onde a legitimidade da administração marroquina não é reconhecida por muitos países nem pela Organização das Nações Unidas.

## Localização
Situa-se na extremidade sudoeste do Cabo Branco, cuja parte oriental pertence à Mauritânia. Lagouira encontra-se 8 km a oeste da cidade Mauritana de Cansado e a 15 km a sul da também cidade Mauritana de Nuadibu.

## História
La Agüera ("agueiro" em espanhol) foi fundada em 1920, durante a ocupação espanhola pelo coronel Francisco Bens Argandoña, quando foi construída uma base aérea na parte ocidental da península do Cabo Branco, situada a poucos quilómetros do antigo porto francês de Port-Étienne (atual Nouadhibou).
Em 1912, pela Convenção de Madrid, a Espanha e a França acordaram a fronteira entre as possessões francesas na Mauritânia e as possessões espanholas no Saara Ocidental. Em 1924, La Agüera foi incorporada na colónia espanhola do Rio do Ouro (Oued Ed-Dahab).
Lagouira foi ocupada pela Mauritânia a 20 de dezembro de 1975, aquando da saída da Espanha do Saara Ocidental. Com a vitória da Frente Polisário sobre a Mauritânia no conflito militar do Saara Ocidental, a Mauritânia retirou-se da região, cedendo-a a Marrocos, que a ocupou rapidamente e desde então a tem administrado e a reclama como sua.
Os repetidos ataques da Frente Polisário causaram o estrangulamento económico de Nouadhibou, a capital económica da Mauritânia, o que levou este país a implorar a Marrocos que retirasse da região. O rei marroquino Hassan II acaba por mandar evacuar Lagouira em 1989, quando esta já se encontrava praticamente sem habitantes, os quais tinham entretanto emigrado para as localidades vizinhas. Apesar de haver tropas mauritanas acampadas em Lagouira, é Marrocos quem controla as águas territoriais.
Durante os anos 1990, o governo marroquino decide fazer renascer a cidade, mobilizando um grande orçamento para construção de estradas e outras infraestruturas antes de se dar conta que o terreno não é adequado para construções, devido à areia que engole tudo. Atualmente a localidade é pouco mais que um conjunto de ruínas onde vivem alguns pescadores de etnia Imraguen e onde existe um acampamento militar mauritano.

## Demografia
Em 2014, ano da realização do censo Marroquino a cidade encontrava-se fora da área sob o controlo de Marrocos. Em termos estatístico, a cidade foi considerada despovoada.

### Evolução demográfica

#### Durante o período Espanhol
Segundo os censos realizados pelas autoridades Espanholas, a população da cidade era a seguinte:
| Cidade de: | Etnias    | 1974  | 1970 | 1967 | 1950 | 1940 |
| ---------- | --------- | ----- | ---- | ---- | ---- | ---- |
| Lagouira   | saarauís  | -     | 606  | 501  | 148  | -    |
| Lagouira   | Espanhóis | -     | 284  | 249  | 53   | -    |
| Lagouira   | Total     | 1 650 | 890  | 750  | 201  | 38   |

##### Censo de 1974
O Censo de 1974 foi o ultimo censo realizado pelas autoridades Espanholas, antes da ocupação por Marrocos e Mauritânia do Saara Ocidental. Após o acordo se cessar-fogo entre Marrocos e a Frente Polisário, ficou definido que seria realizado um referendo no território.  As Nações Unidas através da MINURSO ficou encarregada da realização do referendo, tendo como base o recenseamento de 1974.
Segundo este referendo, em 1974 o município tinha 1.650 habitantes, dividida entre a população sedentária (1.463 habitantes) e nômada (187 habitantes). A nível tribal, a principal tribo era a Ulad Delim com 684 pessoas

#### Após o período Espanhol
Segundo os censos realizados pelas autoridades Marroquinas, a população da cidade era a seguinte:
| Cidade de: | 2024  | 2014 | 2004  | 1994 | 1982 |
| ---------- | ----- | ---- | ----- | ---- | ---- |
| Lagouira   | 3 127 | 0    | 3 726 | 509  | 513  |